# Pixie Lott (album)
Pixie Lott to tytuł trzeciego albumu studyjnego brytyjskiej wokalistki Pixie Lott. Album wydany został 1 sierpnia 2014 roku nakładem wytwórni Virgin EMI Records Pierwszy singel promujący wydawnictwo to utwór "Nasty".

## Single
W połowie grudnia wydano pierwszy singel z albumu Pixie Lott, "Heart Cry". Było to wydawnictwo promocyjne. Oficjalnie na inauguracyjny singel wybrano utwór "Nasty", który swoją premierę miał 7 marca 2014. Piosenka stanowi cover nieopublikowanego nagrania Christiny Aguilery. Kolejnymi singlami promującymi płytę zostały kompozycje "Lay Me Down" oraz "Break Up Song".